# 주스페인 조선민주주의인민공화국 대사관 습격 사건

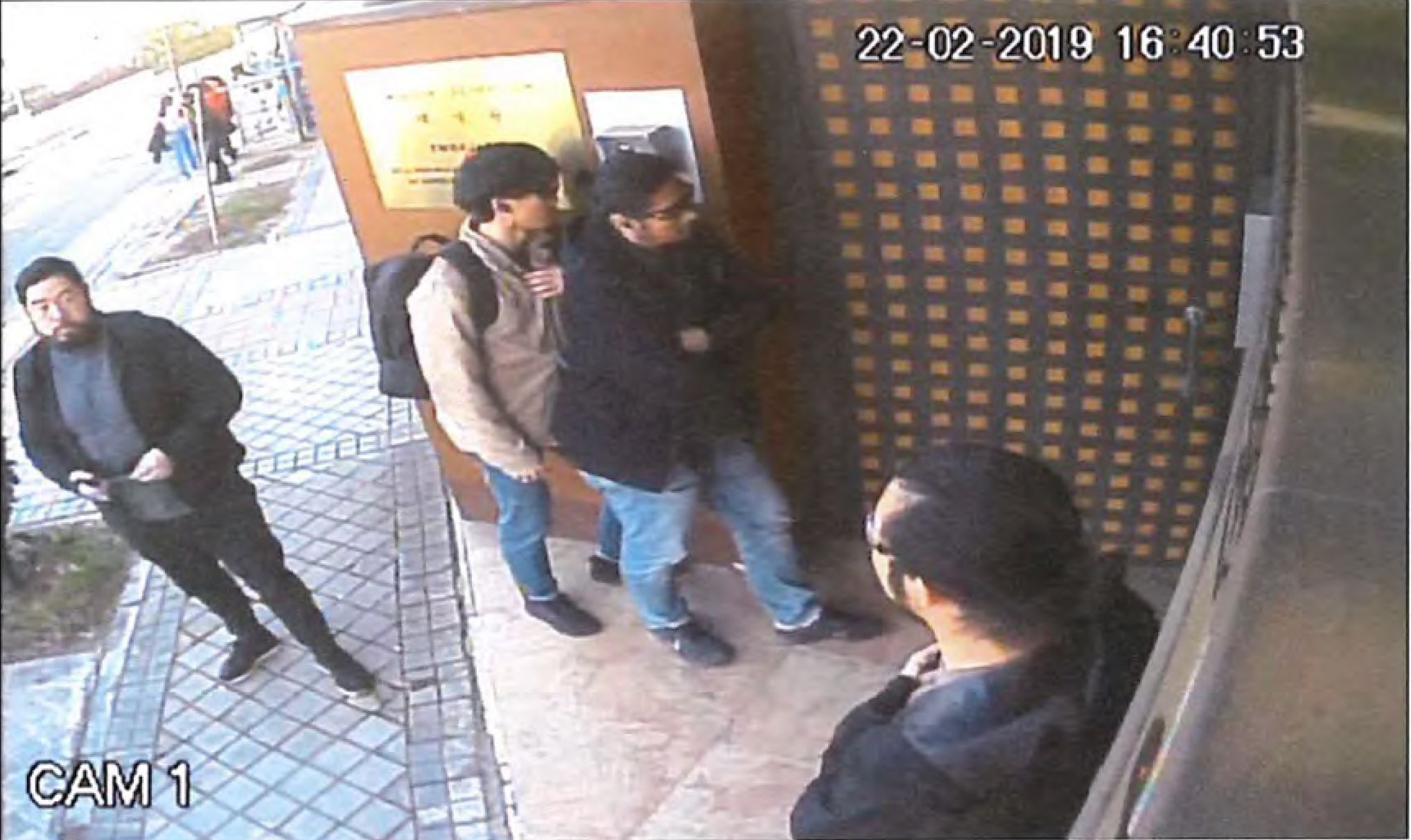
마드리드에 있는 조선민주주의인민공화국 대사관 밖에서 습격 직전을 기다리고 있는 자유조선 회원들

주스페인 조선민주주의인민공화국 대사관 습격 사건에 대한 설명이다.
2019년 2월 22일, 스페인 마드리드 주재 조선민주주의인민공화국 대사관에서 조선민주주의인민공화국의 현 김정은 정권에 반대하는 정치 단체인 자유조선이 스페인과 미국 당국에 의해 대사관을 공격하고 급습했다고 주장되고 있으며, 이 단체는 고위급 탈북을 용이하게 하기 위해 초대받았다고 주장하였다. 한 무리의 개인이 대사관에서 휴대전화, USB 플래시 드라이브 2개, 하드 드라이브를 훔쳐 미국 연방수사국(FBI)에 넘겼다. 이 사건은 싱가포르에서 열린 2018년 북미정상회담 이후, 베트남 하노이에서 열린 2019년 북미정상회담이 다가오기 전에 일어났다. 2019년 4월 초 기준 이 사건과 관련하여 한 사람이 체포되었고 스페인 국가 법원(Audiencia Nacional)에서 국제 체포 영장 2개가 발부되었다. 용의자는 멕시코, 미국, 대한민국 시민이지만, 나머지 두 정부는 이 사건과 관련이 없다고 부인했다.
이 사건은 폭력적이었다고 주장된다. 용의자들은 칼과 모조 총을 소지한 것으로 알려졌으며, 대사관 직원 중 일부는 부상을 치료받았다. 대사관 직원 중 한 명은 경찰에 신고하기 전에 위층 창문에서 뛰어내려 다쳤다. 스페인 당국의 조사는 첫 달 동안 비밀로 유지되었다. 용의자들의 이름을 포함한 조사 결과를 발표했을 때, 그들은 지명된 사람들의 생명을 위험에 빠뜨릴 가능성이 있다는 비판을 받았다. 스페인은 언론에 비공개적으로 중앙정보국(CIA)이 개입했을 것으로 의심하지만 증명할 수 없다고 브리핑했다. 그 이유는 공격이 정밀하게 전문적이기 때문이었다. 그러나 한 전 CIA 요원은 공격의 타이밍과 주목도가 높은 성격으로 인해 CIA가 이를 묵인하거나 가담할 수 없었을 것이라고 말했다. 조선민주주의인민공화국 정부는 이 사건을 테러 행위로 규정하고 국제 조사를 요구했다. 그러나 대사관과 대사관 무관은 스페인 경찰에 공격이나 직원들이 입은 부상을 보고하지 않았다.
자유조선은 이 사건이 단지에 대한 침입 습격이라는 주장과 외국 정보 기관의 지시에 의한 것이라는 비난을 부인했다. 오히려 이 단체는 탈북을 원하는 일부 알려지지 않은 수의 대사관 직원들의 초대를 받았다고 주장한다. 조선민주주의인민공화국에 있는 가족을 보호하기 위해, 친척의 탈북으로 처벌을 받을 이 대사관 직원들은 조선민주주의인민공화국 정부의 의심에서 벗어나기 위해 조작된 납치와 신체적 상해를 요청했다고 한다. 직원이 음모가 발각되는 것에 대한 공포가 탈북 시도를 촉발했다고 한다.

## 참고 자료
- Kim, Suki (2020년 11월 16일). “The Underground Movement Trying to Topple the North Korean Regime”. 《The New Yorker》.